# Euclimacia nigra
Euclimacia nigra is een insect uit de familie van de Mantispidae, die tot de orde netvleugeligen (Neuroptera) behoort. 
Euclimacia nigra is voor het eerst wetenschappelijk beschreven door Handschin in 1961.